# Шестовицький могильник
Шестови́цький моги́льник і городище в урочищі Коровель — курганний могильник і городище княжої доби 9—12 століття поблизу села Шестовиця за 12 км на південний захід від міста Чернігова. Досліджувалось у 1925 —1927, 1948 та 1956 —1958 роках.

## Опис
Розкопано напівземлянкові житла з глинобитними печами, господарські ями, заповнені слідами залізоробного виробництва, залишки валів і сліди рову; знайдено уламки жорен, скляні браслети й намиста, шиферні пряслиця, залізні наконечники стріл, бронзовий енкольпіон (нагрудний хрестик). Могильник налічує кілька сотень курганів, з яких розкопано 150. У тому числі за поховальним обрядом 57 зі спаленням, 48 з тілопокладенням, 48 порожні кенотафи. У 7 курганах були поховання вкупі від 2 до 9 небіжчиків, чоловіків, жінок і дітей. У багатьох похованнях знайдено воїнів з убитими рабинями та бойовими кіньми. Багатий інвентар (бойові сокири, мечі, наконечники списів, кинджали, прикраси й побутові речі, деякі скандинавського походження). Більшість курганів датуються 10 — 11 століттям, тільки деякі 12.